# 고샅인대
고샅인대(inguinal ligament) 또는 샅고랑인대, 서혜인대는 두덩뼈결절(pubic tubercle)에서 위앞엉덩뼈가시(anterior superior iliac spine)까지 이어지는 긴 띠 형태의 인대이다. 고샅인대는 간접샅굴탈장(indirect inguinal hernia)이 일어날 수 있는 샅굴(inguinal canal)의 바닥을 이룬다.

## 구조
고샅인대는 엉덩뼈의 위앞엉덩뼈가시에서 두덩뼈의 두덩뼈결절까지 주행한다. 배바깥빗근널힘줄(external abdominal oblique aponeurosis)에 의해 형성되며 넓적다리의 넙다리근막(fascia lata)으로 이어진다.
이 인대의 측면 부착물(lateral attachments)에 대해서는 약간의 논쟁이 있다.
고샅인대보다 깊은 곳을 통과하는 구조물들은 다음과 같다.
- 큰허리근, 엉덩근, 두덩근
- 넙다리신경, 넙다리동맥, 넙다리정맥
- 가쪽넙다리피부신경
- 몇몇 림프관

## 기능
고샅인대는 몸통에서 하지까지 앞쪽으로 이동하는 물렁조직을 포함하는 역할을 한다. 또한 넙다리삼각의 위쪽 경계를 구분짓는다. 고샅삼각의 아래쪽 경계기도 하다.
고샅인대의 중간 지점은 위앞엉덩뼈가시와 두덩뼈결절 사이의 중간 지점으로 넙다리신경과 넙다리동맥이 지나가는 중요 지점이다. 바깥엉덩동맥은 고샅인대의 뒤아래쪽에서 주행한다.

## 역사
프랑수아 포파르(François Poupart)는 탈장 치료와 관련하여 고샅인대를 "복부의 멜빵"(le suspenseur de l'abdomen)이라고 불렀기 때문에 고샅인대를 포파르 인대라고도 부른다. 가브리엘 팔로피오(Gabriele Falloppio) 역시 이 인대를 언급했었기 때문에 'Fallopian ligament'로도 불린다.

## 추가 이미지

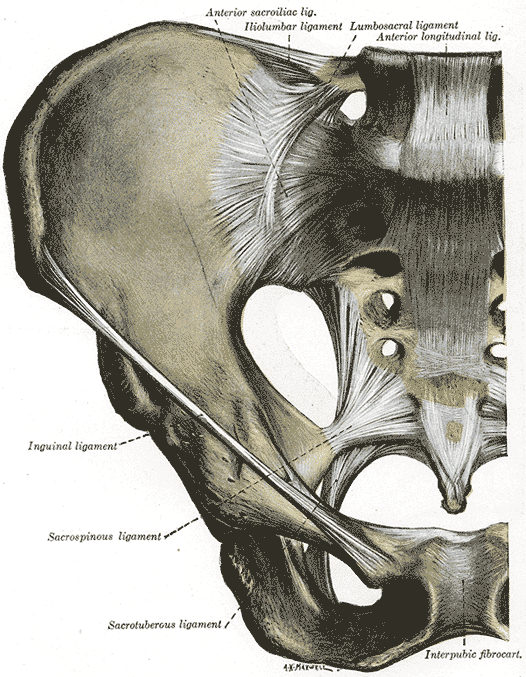
골반의 인대들. 앞쪽에서 본 그림.
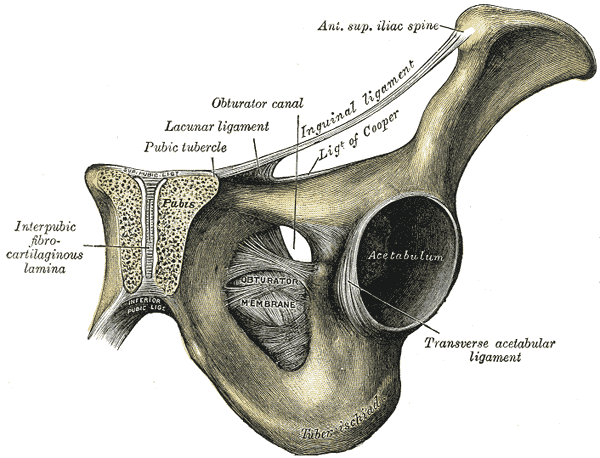
관상면으로 절단한 그림.
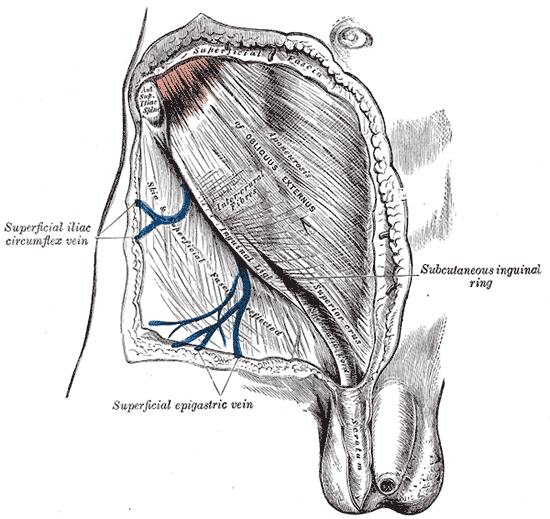
피부 밑에서의 고샅구멍.
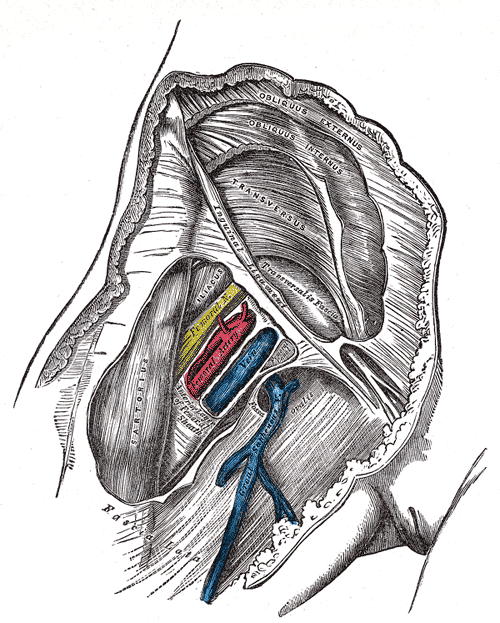
넙다리혈관집과 혈관집의 세 부분이 구분되게 그려진 그림.

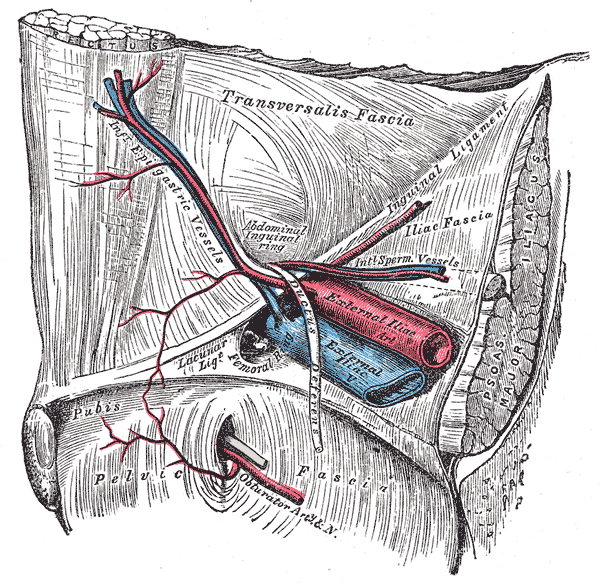
오른쪽 넓적다리와 고샅구멍.
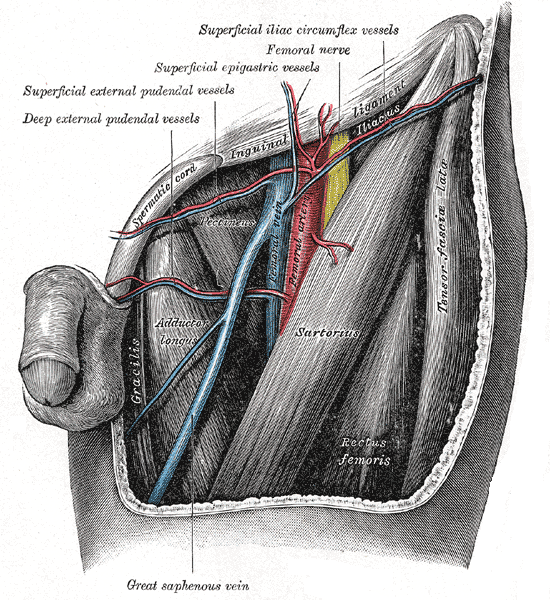
왼쪽 넙다리삼각.
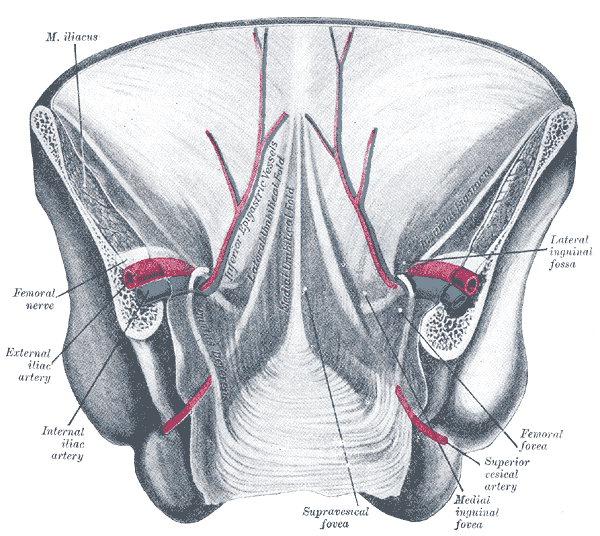
앞배벽을 뒤에서 본 그림.
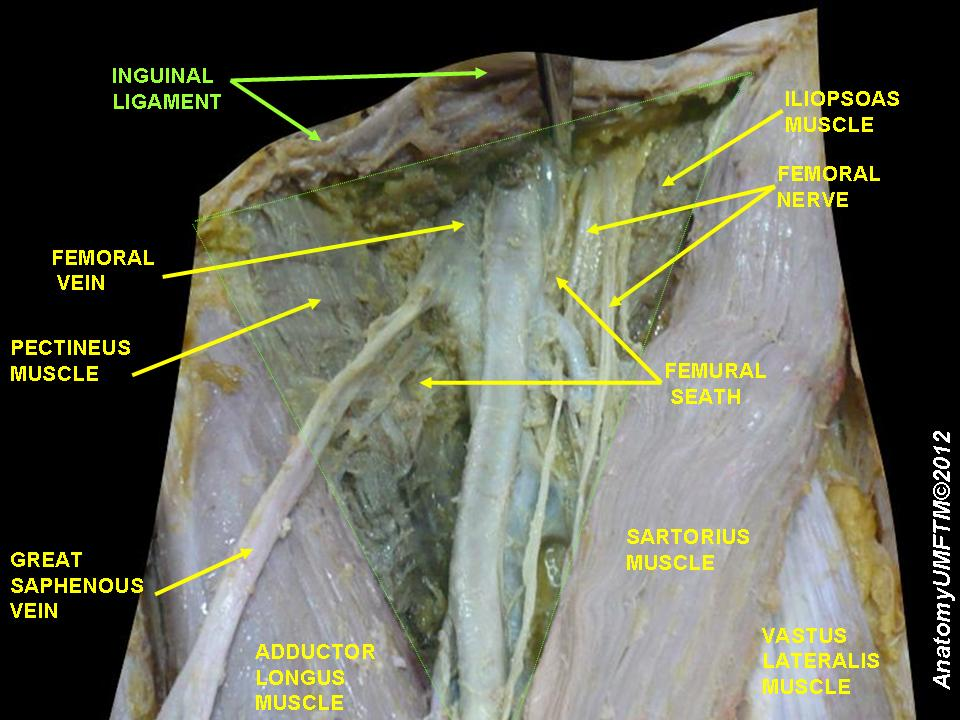
고샅인대
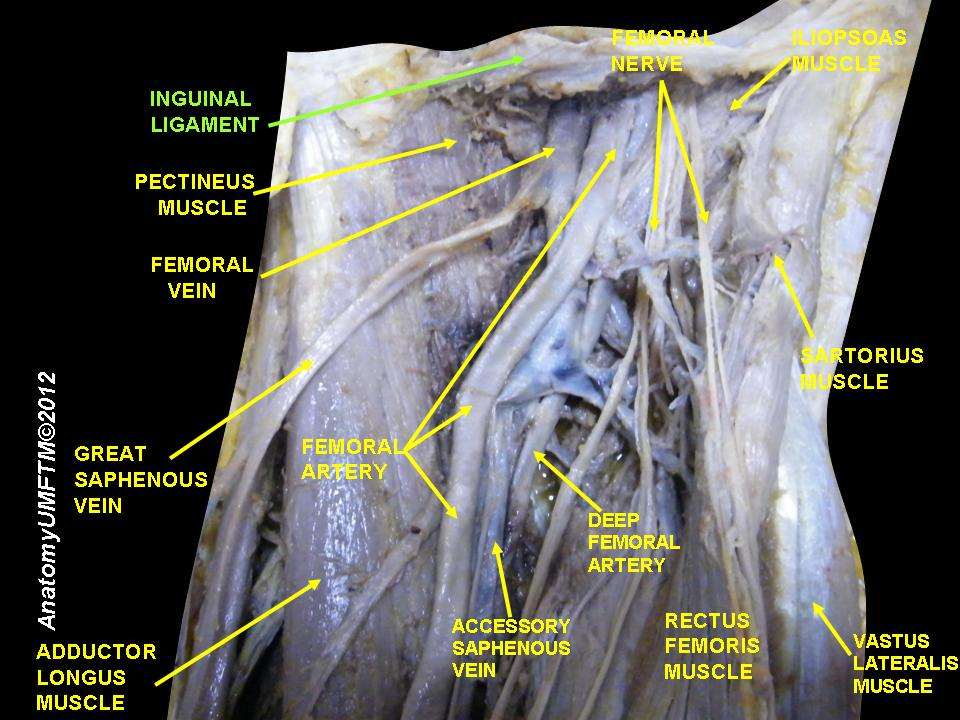
고샅인대

## 같이 보기
- 골반